# Fosfeno

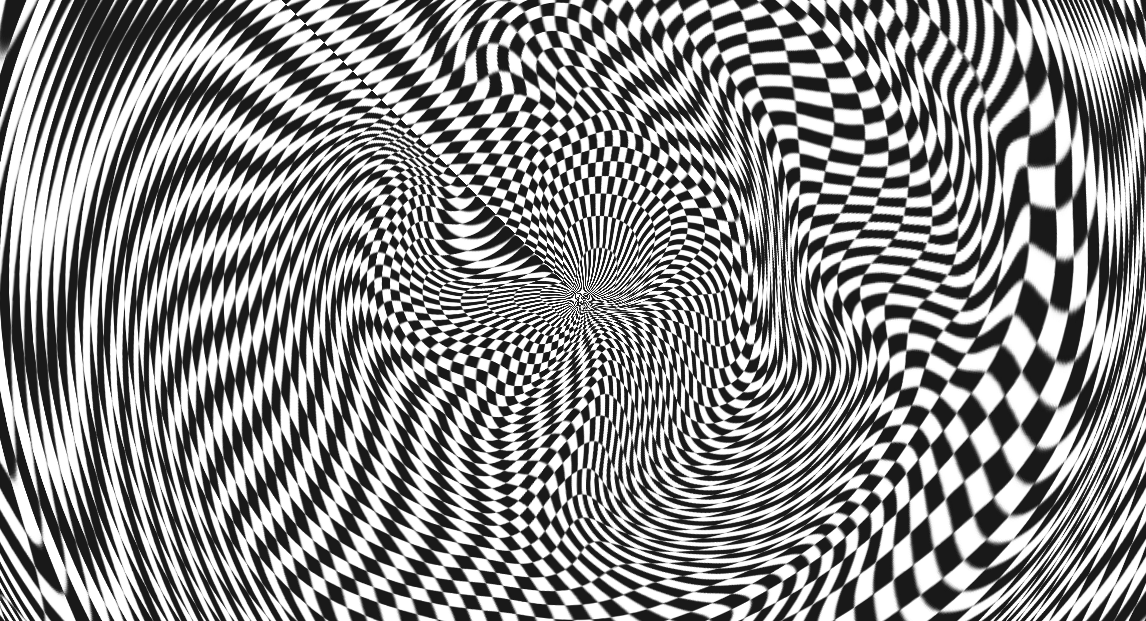
Representación artística de un fosfeno, causado por la estimulación mecánica de la retina.

Un fosfeno es un fenómeno caracterizado por la sensación de ver manchas luminosas que está causado por la estimulación mecánica, eléctrica o magnética de la retina o corteza visual. Un ejemplo de fosfeno son los patrones luminosos que se ven al frotar los párpados con bastante presión. Los fosfenos son un fenómeno entóptico.
Se ha relacionado los fosfenos con la neuritis óptica.

## Historia
En 1918 Lowënstein y Borchard descubrieron que tras la estimulación eléctrica del córtex visual aparecían fosfenos. Penfield y su grupo de investigación en la década de 1950 confirmaron los fosfenos y que la estimulación eléctrica de ciertas zonas del cerebro producían imágenes (fosfenos) como sonidos, sensaciones táctiles.

## Fosfenos y prótesis neuronales
Brindley y Lewin, en la Universidad de Cambridge, y un grupo de investigadores de la Universidad de Utah, dirigidos por Dobelle, estudiaron a fondo los fosfenos y establecieron los cimientos para hacer una prótesis visual basada en señales eléctricas inyectadas mediante electrodos en el córtex visual. En 1976 el grupo de Dobelle logró que ciegos de larga duración lograran ver caracteres Braille utilizando seis electrodos. La lectura era mucho más rápida que con el tacto.
Eran los primeros intentos de realizar prótesis neuronales. Hoy todavía no están bien establecidas pues sigue habiendo problemas con la implantación permanente de electrodos en el cerebro: oxidación, inflamación de las meninges, etc. 
En 2002 el Instituto de Astrofísica de Canarias desarrolló un programa de sustitución sensorial en el que se crea un espacio visual sonoro. Se crea un espacio sonoro que los ciegos pueden interpretar. Pensemos por ejemplo que todos los objetos se recubren de campanillas que suenan al mismo volumen, la distancia viene señalada por el nivel de dicho volumen.